# Unterengadin
Unterengadin är en dal i Schweiz.   Den ligger i kantonen Graubünden, i den östra delen av landet. Dalgången bildas av vattendraget Inn (i övre loppet betecknad som En).
I Unterengadin förekommer i huvudsak barrskog och gräsmarker.